# William-Jordan
Wilhelm II Jordan (zm. 1109) – hrabia Cerdanyi 1095-1109 i regent hrabstwa Trypolisu w latach 1105-1109.
Był synem Williama IV z Tuluzy i Adelajdy (córki Ponsa III z Tuluzy) oraz siostrzeńcem Rajmunda z Tuluzy (brata Adelajdy). Rajmund z Tuluzy był jednym z przywódców pierwszej wyprawy krzyżowej i zmarł w 1105, pozostawiając syna Alfonsa na tronie Trypolisu. Ponieważ Alfons był nieletni, rycerze Rajmunda wybrali Williama-Jordana jako regenta.